# Iain
Iain [ˈi.aːɲ] ist ein männlicher Vorname.

## Herkunft und Bedeutung
Der Name Iain ist wahrscheinlich eine schottisch-gälische Variante des hebräischen Namens יֹוחָנָן jôḥānān. Sie ist möglicherweise von Eóin abgeleitet oder entstand als gälische Adaption von Ian. Nach bisherigen Erkenntnissen entstand der Name aus einer Ausspracheverschiebung, die eine Verwechslung des Namens Eóin mit dem Wort eòin „Vögel“ einschließt.
Es gilt als sicher, dass Iain in Irland auch als Genitiv von John existierte.
→ Siehe auch Johannes

## Verbreitung
Der Prozess der Namensentstehung begann möglicherweise bereits im 15. Jahrhundert, jedoch gibt es keinen Beweis für die heutige Aussprache des Namens vor dem 19. Jahrhundert. Unabhängig vom schottischen Namen taucht Iain in wenigen irisch-gälischen Dokumenten des 12. Jahrhunderts als eine sehr seltene Genitivform von Eoin oder Ioan auf, jedoch fast ausschließlich im Zusammenhang mit Ortsnamen oder einem religiösen Kontext. Daher sind diese Dokumente kein Beleg für die Nutzung Iains als normalen Namen.
Weltweit tritt der Name vor allem in Großbritannien und Irland auf. In Schottland war er bis in die 1990er Jahre hinein sehr beliebt, wurde jedoch immer seltener vergeben und gehört seit dem Jahr 2000 nicht mehr zu den 100 beliebtesten Jungennamen Schottlands.

## Namensträger
- Iain Ballamy (* 1964), britischer Jazzsaxophonist
- Iain Banks (1954–2013), schottischer Schriftsteller
- Iain Canning (* 1979), britischer Filmproduzent
- Iain Cochrane, 15. Earl of Dundonald (* 1961), britischer Adliger und Politiker
- Iain De Caestecker (* 1987), schottischer Schauspieler
- Iain Dilthey (* 1971), deutscher Filmregisseur
- Iain Douglas-Hamilton (* 1942), britischer Umweltschützer und Dokumentarfilmer
- Iain Dowie (* 1965), nordirischer Fußballspieler und -trainer
- Iain Fraser (Eishockeyspieler) (* 1969), kanadischer Eishockeyspieler
- Iain Glen (* 1961), schottischer Schauspieler
- Iain Hamilton (1922–2000), schottischer Komponist und Musikpädagoge
- Iain M. Johnstone (* 1956), australisch-US-amerikanischer Statistiker
- Iain Levison (* 1963), US-amerikanischer Schriftsteller
- Iain MacMillan (1938–2006), britischer Fotograf
- Iain Matthews (* 1946), britischer Sänger und Gitarrist
- Iain Neil, schottischer Physiker und Filmtechniker
- Iain Pears (* 1955), britischer Kunsthistoriker und Schriftsteller
- Iain Quarrier (1941–2016), kanadischer Schauspieler
- Iain Roberts (* 1979), neuseeländischer Skeletonpilot
- Iain Sinclair (* 1943), britischer Schriftsteller und Filmemacher
- Iain Duncan Smith (* 1954), britischer Politiker
- Iain Softley (* 1956/1958), britischer Filmregisseur und -produzent
- Iain Turner (* 1984), schottischer Fußballspieler
- Iain Wilson (* 1998), schottischer Fußballspieler